# Серро-де-лас-Куэнтас
Серро-де-лас-Куэнтас (исп. Cerro de las Cuentas) — населённый пункт в восточной части Уругвая, в департаменте Серро-Ларго.

## География
Расположен в южной части департамента, примерно в 340 км к северо-востоку от столицы страны, города Монтевидео. Через Серро-де-лас-Куэнтас проходит автомобильная дорога № 7.

## Население
Население по данным на 2011 год составляет 263 человека.
| Год  | Население |
| ---- | --------- |
| 1963 | 241       |
| 1975 | 194       |
| 1985 | 208       |
| 1996 | 208       |
| 2004 | 241       |
| 2011 | 263       |

Источник: Instituto Nacional de Estadística de Uruguay